# Varggölen
Varggölen är en sjö i Jönköpings kommun i Småland och ingår i Lagans huvudavrinningsområde. Sjön är 7,4 meter djup, har en yta på 0,012 kvadratkilometer och befinner sig 271 meter över havet.